# 2015年3月臺灣
| << | 2015年3月 （民國104年） | >> |    |    |    |    |
| \| 日 \| 一 \| 二 \| 三 \| 四 \| 五 \| 六 \| \| 1 \| 2 \| 3 \| 4 \| 5 \| 6 \| 7 \| \| 8 \| 9 \| 10 \| 11 \| 12 \| 13 \| 14 \| \| 15 \| 16 \| 17 \| 18 \| 19 \| 20 \| 21 \| \| 22 \| 23 \| 24 \| 25 \| 26 \| 27 \| 28 \| \| 29 \| 30 \| 31 \| \| \| \| \| \| \| \| \| \| \| \| \| |                         |    |    |    |    |    |
| 臺灣新聞動態／維基新聞 |                         |    |    |    |    |    |
| 世界／中国大陆／臺灣 |                         |    |    |    |    |    |
| 日 | 一                      | 二 | 三 | 四 | 五 | 六 |
| 1 | 2                       | 3  | 4  | 5  | 6  | 7  |
| 8 | 9                       | 10 | 11 | 12 | 13 | 14 |
| 15 | 16                      | 17 | 18 | 19 | 20 | 21 |
| 22 | 23                      | 24 | 25 | 26 | 27 | 28 |
| 29 | 30                      | 31 |    |    |    |    |
| |                         |    |    |    |    |    |

## 3月6日
- 犯下臺北捷運隨機殺人事件、造成4死22傷的鄭捷，一審遭新北地方法院判處4個死刑、褫奪公權終身[1][2]。
- 臺灣燈會烏日主燈區中一座小型花燈「吉羊開泰」在晚間發生斷頭意外[3][4]。

## 3月10日
- 立法院外交及國防委員會通過中國國民黨籍不分區立委陳鎮湘的提案，要求國防部在未提出專案報告並獲得委員會支持前，暫緩實施下一波裁軍的勇固案及全募兵制，此一決議象徵中華民國國軍自1997年精實案生效以來，長達十餘年的裁軍暫告中止。[5]

## 3月12日
- 法務部部長羅瑩雪本日於立法院司法及法制委員會接受質詢時表示，法務部傾向推動同性伴侶制度而非同性婚姻，同時也指出有極大可能性無法於第8屆立法委員卸任前完成立法[6]。
- 法務部部長羅瑩雪本日於立法院司法及法制委員會證實推薦司法官學院院長林輝煌擔任大法官，而林過去曾於美麗島大審中擔任軍事檢察官並於起訴書中宣稱被告有「長程與短程奪權計畫」，此提名引起包含臺灣人權促進會、民間司法改革基金會在內的眾多民間團體反對，發表聯合聲明要求大法官提名審薦小組與總統慎重以對、不予提名[7][8][9]。

## 3月13日
- 中國國民黨籍前彰化縣縣長卓伯源，因涉嫌貪汙，被彰化地檢署列為被告[10]。

## 3月14日
- 2015年廢核遊行於本日下午在臺北、臺南、高雄等三地舉行，分別有約30,000人、7,000人、13,000人參與，而臺東、澎湖亦有響應之活動[11][12][13][14][15]。

## 3月15日
- 文化部文化資產局古蹟歷史建築審議委員會於本日之會議中通過指定臺北機廠為國定古蹟一案[16][17][18][19]。
- 交通部民用航空局今日證實，已同意中國試飛新的M503航路[20]。

## 3月16日
- 國道收費員自救會和全國關廠工人連線上午前往行政院院長毛治國住處外抗議，要求其出面回應收費員訴求，並在遭警方驅離後對毛治國扔鞋抗議，而毛治國最終僅表示對無法出門上班感到遺憾[21][22][23][24][25]。
- 本日上午的收費員抗爭事件中，一名風傳媒的記者遭自稱警察之男子以「保護記者」為由強行拖離採訪現場，並造成其手指挫傷[26][27]。
- 上午一架輕航機於屏東縣東港鎮大鵬灣墜毀，機上2人皆身亡[28][29]。
- 歷經10年的爭議後，慈濟基金會宣布撤回內湖社會福利專區開發案[30][31][32][33]。
- 國家安全局將於5月1日成立第七處，全稱為網域安全處，設處長一人，下置四個組，主要功能為防備中國網軍對臺灣政府網站的網路戰[34]。

## 3月17日
- 中央選舉委員會決議第14任中華民國總統、副總統與第9屆立法委員選舉訂於2016年1月16日舉行[35][36][37]。

## 3月20日
- 涉及合宜住宅弊案的葉世文、趙藤雄、魏春雄、蔡仁惠等4人一審被臺北地方法院判決有罪，其中葉遭判處19年有期徒刑併科罰金3,317萬元，而趙則獲判4年6月有期徒刑併科罰金90萬元[38][39][40]。

## 3月21日
- 國立臺灣大學校務會議通過將陳文成陳屍地命名為「陳文成事件紀念廣場」以為紀念[41][42][43]。
- 臺南市政府下午將其所轄14所學校校內之蔣介石銅像拆除，並預計將銅像移至桃園市慈湖紀念雕塑公園[44][45]。
- 韓裔日本藝人隆大介，晚間於桃園國際機場入境時酒醉大鬧，將移民署官員踢致骨折，後被警察逮捕[46]。

## 3月23日
- 臺中市市長林佳龍宣布將廢除臺中市快捷巴士藍線，原路線自本年7月8日起改為300路公車，而原BRT專用道則改為公車專用道[47][48][49]。

## 3月24日
- 马丁·斯科塞斯在台拍攝的新片《沉默》受人注目，對於日前該片日裔韓籍演員隆大介抵台前酗酒，以至於在桃園機場大鬧的過程裡打傷陳姓移民官，造成陳左膝粉碎性骨折。事後因傷害、妨害公務被送至桃園地檢署予以羈押，並禁止離台。該劇組發聲明：「由於這件不可接受的傷害行為，劇組已即刻停止他在本片的任何演出。」劇組說他在片中僅演出小角色，並要他配合警檢調查，負起所有責任。[50]
- 總統馬英九今日以「民間友人」身分，赴新加坡參加前總理李光耀喪事的家祭；而民進黨前主席蘇貞昌、前副總統連戰、蕭萬長、前行政院長郝伯村將參加周日舉辦的國葬[51]。
- 食品藥物管理署公布283項由福島等5縣生產的食品遭偽造不實標籤進口且已流入市面，而食藥署也因知情近月卻未立即公布遭到批評[52][53][54]。

## 3月26日
- 臺左維新、黑色島國青年陣線、夢由藝文工作室等團體占領行政院大陸委員會所在的中央聯合辦公大樓大廳，抗議中國單方面劃設M503航線以及政府於此事中的消極態度[55][56][57]。

## 3月27日
- 「永遠的電影人」王玨在本年初因肺炎、食物嗆進氣門等狀況進出醫院多次。雖然返家後狀況有穩定下來，但仍於本日下午因心臟衰竭過世，享壽96歲。[58][59][60]

## 3月29日
- 陸軍航空特戰指揮部中校副隊長勞乃成違規帶包含非本國籍人士在內的26人進入營區參觀阿帕契直升機，事後共18名中高階軍官因此事受懲處，同時勞也被移送法辦[61][62][63][64]。

## 3月31日
- 出於對政府處理加入亞洲基礎設施投資銀行之過程不滿，包含黑色島國青年陣線在內的多個學生團體聚集於總統府前抗議，提出「拒絕主權矮化」、「提出實質評估」、「程序公開透明，凝聚社會共識」、「民意基礎不足，停止政經整併」等4點訴求[65][66][67][68]。